# Jørgen Leth
Jørgen Leth (ur. 14 czerwca 1937 w Århus w Danii) – duński reżyser filmów dokumentalnych i poeta. Ikona eksperymentalnego kina dokumentalnego.
Jest profesorem Państwowej Szkoły Filmowej w Kopenhadze (Dania) i State Studiocenter w Oslo (Norwegia), wykładał m.in. na Harvardzie, UCLA, Berkeley. W 1995 otrzymał od państwa duńskiego dożywotnie stypendium za osiągnięcia w dziedzinie filmu.
Od 1991 mieszka w Jacmel na Haiti. Przez pewien czas pełnił tam również funkcję duńskiego konsula.

## Nagrody
- Thomas Mann Award (1972)
- Danish Academy's Special Prize (1983)
- Paul Hammerich Award (1992)
- Drachmann Award (1995)
- Robert Award (dwukrotnie: 1996 i 2000)